# حقوق الحيوان في الديانات الهندية

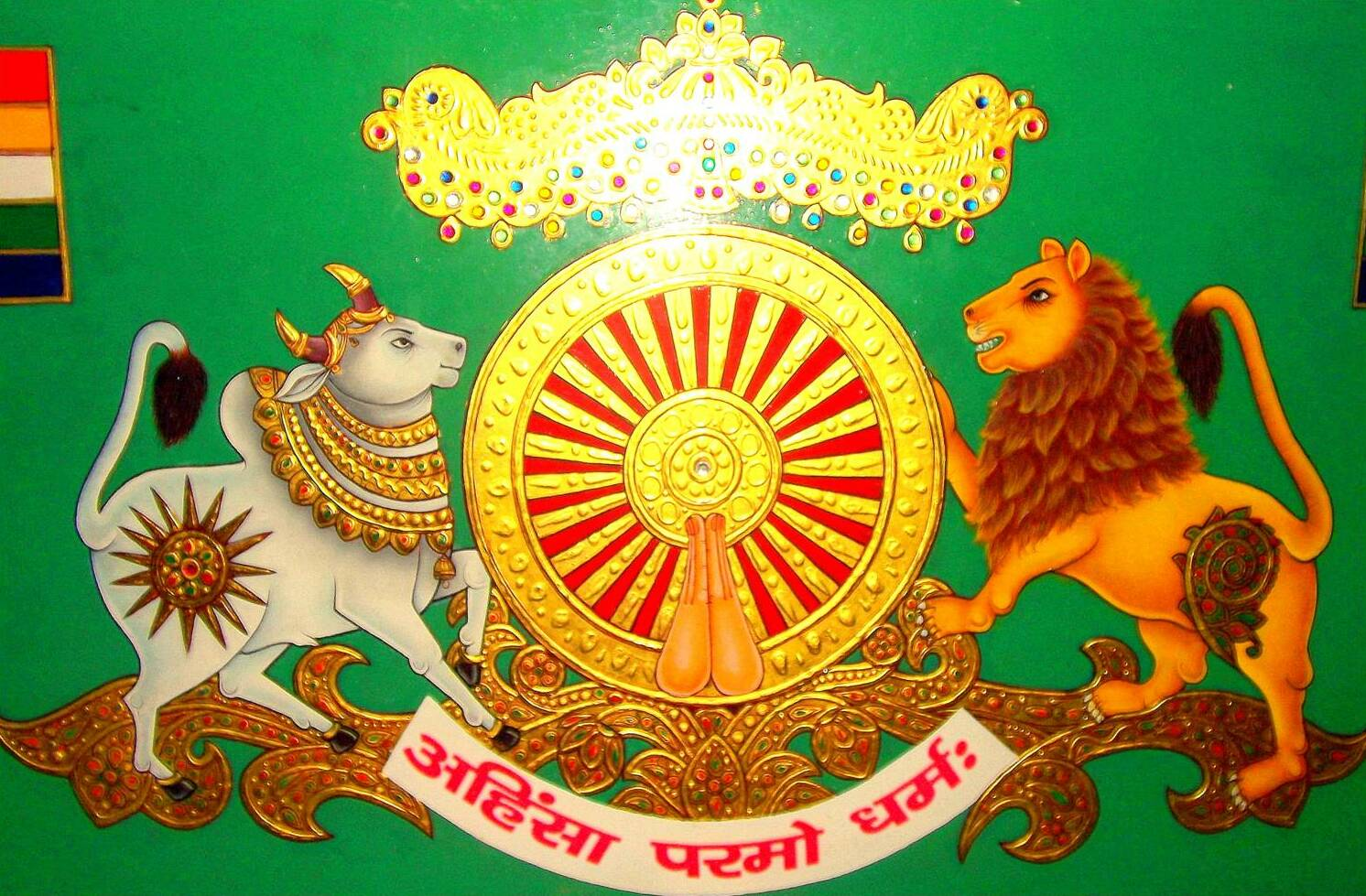
تتميز هذه اللوحة الموجودة في معبد جاين بالتعليم الديني अहिंसा परमो धर्म " ahimsā paramo dharma "، مما يعني أن عدم التعرض للإصابة هو أعلى فضيلة في الدين.

حقوق الحيوان في الجاينية والهندوسية والبوذية (بالإنجليزية:Animal rights in Indian religions) يُستمد احترام حقوق الحيوانات من عقيدة أهيمسا. ويعتقد في الهندوسية ان الحيوانات تمتلك روح مثل البشر تمامًا، لذلك عندما تموت الكائنات الحية، يمكن إما أن يتقمص من جديد كإنسان أو كحيوان. حيث أدت هذه المعتقدات إلى ممارسة العديد من الهندوس للنباتية، في حين أن عقيدة جاين تفرض النظام النباتي بناءً على تفسيرها الصارم لعقيدة أهيمسا. وبالمثل، يمارس البوذيون في الماهايانا النظام النباتي وتحظر البوذية ماهايانا قتل الحيوانات.

## الجاينية
أنشأ كل مجتمع من الجاينية في الهند مستشفيات لرعاية الحيوانات المصابة والمهجورة. وقاموا بإنقاذ العديد من الحيوانات من المسالخ.

## الهندوسية
في تعاليم الهندوسية أن جزءًا من الله يسكن في جميع الكائنات الحية، والتي تشكل الأتمان. وفيها ايضاً يتم تقديس واحترام الحيوانات. في الهندوسية يتم تبجيل العديد من الحيوانات، مثل: النمر، والفيل، والفأر، وخاصة البقرة. ويشتهر المهاتما غاندي بتعاطفه مع جميع الكائنات الحية، ودعا إلى مناهضة التجارب والقسوة التي تجري على الحيوانات.

## ماهايانا البوذية
تعلم بوذية ماهايانا أنه «لا يمكننا الهروب من معاناتنا إلا إذا تجنبنا إلحاقها بالآخرين». يمارس البوذيون في الماهايانا النظام النباتي لتحقيق هذه الغاية.

## أنظر أيضا
- الإسلام والحيوانات
- نباتية مسيحية